# Les Annales des Heechees
Les Annales des Heechees (titre original : The Annals of the Heechee) est un roman de science-fiction de Frederik Pohl, publié en 1987. 
Quatrième ouvrage, sur cinq au total, du Cycle de la Grande Porte, il clôt la trame narrative du cycle de la Grande Porte, le cinquième opus étant une série de nouvelles se référant à l'ensemble de la saga.
Le roman évoque la réaction des Humains en apprenant l'existence des Assassins relatée dans les romans précédents, la mission d'espionnage organisée par les Assassins sur la Roue de l’Observation (station spatiale de surveillance) puis sur la Terre, la contre-attaque des militaires humains face à cet espionnage, l'action de Robinette Broadhead à l’encontre des Assassins, enfin les révélations finales relatives aux buts réels poursuivis par les Assassins.

## Personnages
- Personnages récurrents
  - Robinette Broadhead (dit « Robin ») : chef d'entreprise milliardaire, ancien aventurier galactique.
  - Albert Einstein (dit « Albert ») : son intelligence artificielle qui l’aide, le conseille et le renseigne sur toutes sortes de sujets (nommé d'après Albert Einstein).
  - S. Ya. Lavorovna (dite « Essie ») : épouse de Robinette Broadhead.

- Autres personnages
  - Julio Cassata : général du haut-commandement terrien.
  - Alicia Lo : amie du général Julio Cassata.
  - Sternutateur (dit « Atchoum ») : enfant Heechee, vivant sur la Roue de l'Observation.
  - Harold : enfant humain, camarade de classe de Sternutateur/Atchoum, vivant sur la Roue de l'Observation.
  - Oniko : enfant humaine, d'origine japonaise, camarade de classe d'Harold et de Sternutateur/Atchoum, vivant sur la Roue de l'Observation.
  - Beaupré Heimat : ancien général rebelle, actuellement condamné à la réclusion à perpétuité.
  - Cyril Basingstoke : ancien terroriste, ancien révolutionnaire, actuellement condamné à la réclusion à perpétuité.
  - Gelle-Klara Moylin : jadis compagne et « grand amour » de Robinette Broadhead, actuellement épouse d'Harbin Eskladar.
  - Harbin Eskladar : actuellement époux de Gelle-Klara Moylin.
  - Dane Metchnikov : ancien prospecteur russe homosexuel, actuellement ami de Gelle-Klara Moylin.
  - Tangente : personnage Heechee historique de sexe féminin, citée en raison de ses découvertes cosmologiques.
  - Audee Walthers : personnage Humain historique, cité en raison de ses découvertes cosmologiques.
  - Sigfrid von Shrink : intelligence artificielle, psychanalyste de Robinette Broadhead.

## Résumé
Le roman comporte 22 chapitres. Certains sont assez longs (le chapitre 2 comprend 38 pages dans l’édition de poche chez J'ai lu ; le chapitre 20 n'a qu'une page et demie).
À l'exception du chapitre 3 (récit d'Albert Einstein, intelligence artificielle) et du chapitre 13 (narrateur omniscient), le récit est narré par Robinette « Robin » Broadhead : le roman a donc la forme d'une autobiographie.
- Contexte géopolitique au plan cosmique

Les Humains et les Heechees ont développé des relations amicales, d'autant plus que les Humains ont assimilé la technologie heechee et que les deux civilisations tendent à se rejoindre techniquement. Mais si les Heechees continuent à vouloir se cacher de « l'Ennemi » (une antique civilisation d'extraterrestres composés d'énergie pure) en s'étant réfugiés dans leur trou noir protecteur, en revanche les Humains n'ont pas renoncé à livrer bataille contre cet Ennemi, dont on sait en réalité très peu de choses. On suppose que l'Ennemi est responsable de l'anéantissement de plusieurs espèces intelligentes et de la décadence d'une autre (celle des « Fainéants »). C'est pourquoi « l'Ennemi » est aussi fréquemment appelé « les Assassins ».
Les Heechees ont indiqué aux Humains l'endroit où, selon eux, les Assassins ont localisé leur base, en l'occurrence dans un « Kugelblitz », l'équivalent d'un trou noir mais constitué d'énergie et non de matière, à l'extérieur de la Voie lactée. Une station orbitale géante appelée « Roue de l'Observation » a été créée et placée à six unités astronomiques du Kugelblitz pour surveiller toute activité éventuelle des Assassins ainsi que tout échange de communications entre leur repaire et le reste de la galaxie. Même si les Heechees ont créé cette station, ils ont proposé aux Humains de faire équipe avec eux.
- Situation personnelle de Robinette Broadhead

Après la mort de son corps physique, l'esprit de Robinette Broadhead (Robin) a été transféré dans un « cube de stockage numérique ». Robin, dont la personnalité et l'esprit n'ont pas été modifiés, continue à vivre son existence, non plus sous forme de « barbaque » (expression qu'utilisent les personnalités stockées pour désigner les Humains ayant un corps), mais sous forme purement numérique. Pur esprit numérique, il vit dix mille fois plus vite que les « humains normaux ». Les problèmes psychiques de Robin ont néanmoins perduré : comment supporter d'être immortel ? mourra-t-il un jour ? son esprit dégénérera-t-il ?  
Robin est marié avec Essie (S. Ya. Lavorovna) qui comme lui est stockée et virtuellement immortelle. Le couple s'entend bien. Robin est milliardaire et est président de l'« Institut Robinette Broadhead de recherches extrasolaires ».
Albert Einstein (« Albert ») est l'intelligence artificielle de Robin qui l’aide, le conseille et le renseigne sur toutes sortes de sujets ; une grande partie du roman consiste d'ailleurs en des dialogues entre Robin et son IA.
Une longue conversation a lieu entre Robin et son IA Albert Einstein au sujet du Big Bang, de l'état actuel de l'Univers, du sort de l'Univers dans des dizaines de milliards d'années. L'Univers, s'étendant sans fin, verrait mourir progressivement toutes les étoiles de toutes les galaxies. Dans 100 milliards d'années, on aurait peut-être un univers bien plus grand qu'aujourd'hui mais vide de toute étoile vivante. Albert émet l’hypothèse que l'Ennemi veut peut-être réinjecter dans l'univers une masse manquante afin de le forcer à se rétracter et à revenir à un Big Bang primordial. Mais que se passera-t-il s'il crée plus de masse négative que de masse positive ? La matière ne risquerait-elle pas de disparaître ou ne pas voir le jour ? Le prochain univers, né du prochain Big Bang, pourrait-il n'être composé que d'énergie pure, sans matière ? 
Une autre longue conversation a lieu entre Robin et Albert au sujet des « neuf dimensions de l'univers » (les quatre habituelles dimensions de l'espace-temps et cinq autres dimensions non imaginées par les Humains et les Heechees mais peut-être manipulées par l'Ennemi).
Robin a l'occasion de revoir Gelle-Klara Moylin dont il fut jadis amoureux. Le fait d'avoir dû la laisser seule dans un trou noir l'avait rendu profondément dépressif. Robin apprend aussi incidemment que la jeune femme avait pu sortir du trou noir dans lequel elle était retenue prisonnière mais qu'elle avait choisi délibérément d'y retourner pour y récupérer ses compagnons de voyage qui y étaient restés bloqués. Depuis, Gelle-Klara Moylin est désormais mariée et parfaitement heureuse.
- Alerte sur la Roue de l'Observation et aventures en Polynésie

Des signaux étant envoyés depuis l’espace vers le Kugelblitz, la direction de la Roue de l'Observation ordonne l'évacuation en urgence de tous les enfants des membres de la station, au cas où une confrontation aurait lieu entre les Assassins et les résidents de la station. C'est ainsi que sont notamment évacués Sternutateur (dit « Atchoum »), enfant Heechee, et ses camarades de classe Harold et Oniko. Les trois enfants sont envoyés dans une école sur Terre, à Moorea, près de Tahiti en Polynésie française. Quelques semaines après leur arrivée, la planète entière apprend qu'un signal a été émis depuis la Terre en direction du Kugelblitz. Le message, qui a été envoyé en clair, n'est pas mystérieux. Oniko découvre stupéfaite qu'il s'agit d'un extrait d'une de ses prises de notes de cours ! 
La source de l'émission ayant été facilement localisée, la réaction du gouvernement mondial terrien est rapide : blocage de toutes communications entre la Polynésie et le reste de la planète. De même, toute alimentation électrique de l'archipel est provisoirement coupée. C'est ainsi que deux criminels condamnés à perpétuité, Beaupré Heimat et Cyril Basingstoke, s'échappent assez facilement de leur prison. Ils croisent la route de Sternutateur, Harold, Oniko, et les prennent en otage. 
Robin a appris grâce aux informations récoltées par sa Fondation que le message a été émis depuis un appareil détenu par Oniko. Ayant localisé la jeune fille, il ordonne à son vaisseau spatial de se rendre là où elle se trouve. Une confrontation a lieu entre les forces de Robin et les deux bandits ; ces derniers sont tués et les enfants sont libérés.
L'intelligence artificielle Albert Einstein explique à Robin que ce qu'il s'est passé est facilement reconstituable : « l'Ennemi » avait caché un programme informatique dans l'appareillage électronique d'Oniko avant même son évacuation de la Roue de l'Observation, si bien qu’il a pu ultérieurement envoyer un message au Kugelblitz depuis la Terre. Cela signifie donc que les Assassins savent exactement où se trouve la Terre. Il s'agit là d'une information potentiellement très inquiétante.
- Dénouement et révélations finales

Interprétant le message radio émis depuis la Terre vers le Kugelblitz comme étant les prémisses d'une attaque inéluctable des Assassins contre la Terre, le Haut-Commandement terrien (situé sur l'astéroïde « Mâchoires », anciennement appelé « Haut-Pentagone ») décide d'attaquer en premier et le plus rapidement possible les Assassins. Il réunit une gigantesque armada de vaisseaux spatiaux humains et heechees et la transfère à proximité du repaire des Assassins. À bord de son propre vaisseau désarmé, ayant suivi la flotte de combat, Robin et Essie sont les témoins d'un événement inattendu : la disparition en une fraction de seconde de l'immense flotte spatiale terrienne. Leur vaisseau lui-même est pris dans un rayon et transporté instantanément… à proximité de la Terre, où a aussi été téléportée la flotte spatiale ! L'Ennemi a donc montré aux Humains et aux Heechees sa puissance illimitée, et aussi qu’il était vain de prétendre lutter contre lui.
Dans le dernier chapitre, on apprend qu'Albert Einstein, contacté par l'Ennemi, peut servir d'interface entre les civilisations. Au demeurant « l'Ennemi » n'est pas forcément un ennemi mais une forme de vie infiniment plus évoluée que la matière organique. Les destructions d'autres civilisations n'étaient pas de leur fait. Cette civilisation a certes installé une base au sein de ce que les Heechees nomment le « Kugelblitz », mais il y a une base similaire dans chaque galaxie de l'univers ! En réalité cette civilisation ne veut pas de mal aux Heechees ni aux Humains ; son but est d'améliorer l'univers et pas de le détruire ; concrètement elle va attendre une période de quelques millions d'années pour discuter avec eux, le temps qu'Heechees et Humains gagnent en sagesse et en pondération.

## Publications en Europe
Hors France, le roman a été publié dans les langues suivantes :
- en langue serbe, en 1987, sous le titre Anali hičija?[1],
- en langue italienne, en 1987, sous le titre  Gli annali degli Heechee[2],
- en langue portugaise, en 1989, sous le titre Os Anais dos Heechee[3],
- en langue hongroise, en 2005, sous le titre A hícsík krónikái[4].